# سلول عرضه‌کننده آنتی‌ژن

Antigen presentation stimulates T cells to become either "cytotoxic" CD8+ cells or "helper" CD4+ cells.

سلول‌های عرضه‌کننده آنتی‌ژن (به انگلیسی: Antigen-Presenting Cell)‏ (APC) سلول‌هایی هستند که آنتی‌ژن‌های عوامل خارجی را در کنار مجموعه سازگاری بافتی اصلی در سطح غشای سلول خود ارائه می‌کنند مانند سلول‌های دندریتیک، بیگانه‌خوار، لنفوسیت‌های بی و سلول‌های اندوتلیال.
وقتی لنفوسیت‌های تی با سلول پردازنده آنتی ژن (APC) در تماس قرار می‌گیرند بالغ شده و اینترلوکین ۲ را ترشح می‌کنند. اینترلوکین۲ بعد از آزاد شدن به گیرنده خودش در لنفوسیت T متصل می‌شود و با این ترتیب لنفوسیت‌های بیشتری بالغ می‌شوند.